# Даловиц

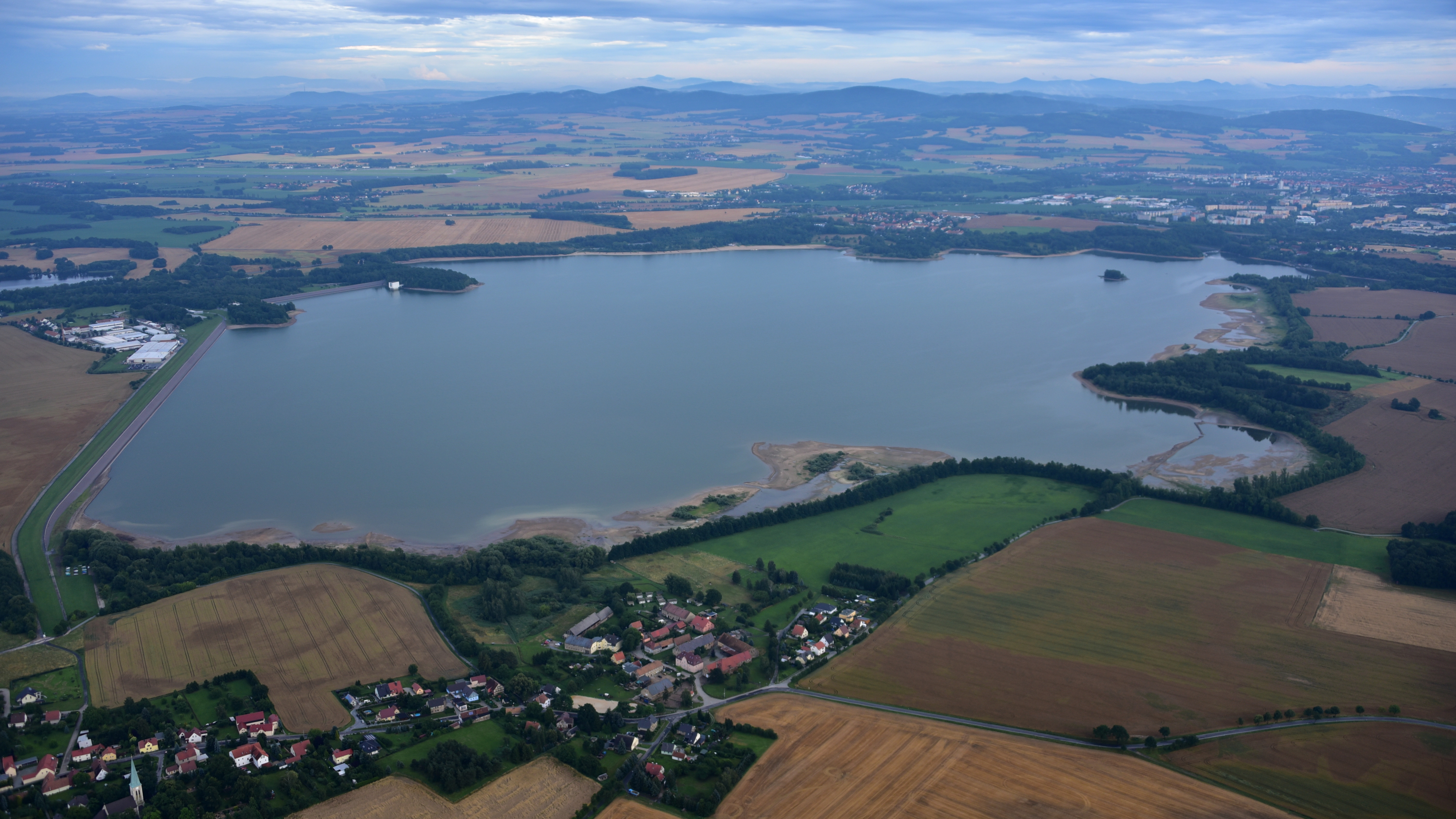

Да́ловиц или Да́лицы (нем.  Dahlowitz; в.-луж. Dalicy) — деревня в Верхней Лужице, Германия. Входит в состав коммуны Гросдубрау района Баутцен в земле Саксония. Подчиняется административному округу Дрезден.

## География
Находится на северном берегу Баутценского водохранилища.
Соседние населённые пункты: на северо-востоке — деревня Хвачицы и на западе — деревня Кшива-Борщ.

## История
Имеет древнеславянскую круговую постройку жилых домов с площадью в центре. Впервые упоминается в 1391 году под наименованием Johannes de Dalewicz.
До 1936 года была центром одноимённой коммуны. С 1936 по 1994 года входила в коммуну Кватиц. С 1994 года входит в современную коммуну Гросдубрау.
В настоящее время деревня входит в состав культурно-территориальной автономии «Лужицкая поселенческая область», на территории которой действуют законодательные акты земель Саксонии и Бранденбурга, содействующие сохранению лужицких языков и культуры лужичан.
Исторические немецкие наименования
- Johannes de Dalewicz, 1391
- Dalewycz, 1406
- Dalitz, 1419
- Dalewitz, 1605
- Dahlowitz, 1768

## Население
Официальным языком в населённом пункте, помимо немецкого, является также верхнелужицкий язык.
Согласно статистическому сочинению «Dodawki k statisticy a etnografiji łužickich Serbow» Арношта Муки в 1884 году в деревне проживало 80 человек (из них — 78 серболужичан (98 %)).
| 1834 | 1871 | 1890 | 1910 | 1925 |
| ---- | ---- | ---- | ---- | ---- |
| 75   | 109  | 68   | 80   | 96   |